# Тавричанська сільська рада
Таврича́нська сільська́ ра́да — адміністративно-територіальна одиниця та орган місцевого самоврядування в Каховському районі Херсонської області. Адміністративний центр — село Тавричанка.

## Загальні відомості
Тавричанська сільська рада утворена в 1959 році.
05.02.1965 Указом Президії Верховної Ради Української РСР передано Тавричанську сільраду Чаплинського району до складу Каховського району.
- Територія ради: 2430,51 км²
- Населення ради: 2 551 особа (станом на 2001 рік)

## Населені пункти
Сільській раді підпорядковані населені пункти:
- с. Тавричанка
- с. Мар'янівка
- с. Скворцівка
- с. Солідарне
- с. Дудчине
- с. Любимо-Павлівка
- с. Любимо-Мар'ївка
- с. Заозерне
- с. Ольгівка

## Склад ради
Рада складається з 16 депутатів та голови.
- Голова ради: Гречка Юрій Анатолійович
- Секретар ради: Кіло Любов Федорівна

### Керівний склад попередніх скликань
| Прізвище, ім'я, по батькові | Основні відомості                                            | Дата обрання | Дата звільнення |
| --------------------------- | ------------------------------------------------------------ | ------------ | --------------- |
| Кіло Любов Федорівна        | Сільський голова, 1957 року народження, член Народної партії | 26.03.2006   | 31.10.2010      |

Примітка: таблиця складена за даними сайту Верховної Ради України

### Депутати
За результатами місцевих виборів 2010 року депутатами ради стали:

#### За суб'єктами висування
| Суб'єкт висування                                       | Кількість обраних депутатів | %    |
| ------------------------------------------------------- | --------------------------- | ---- |
| Партія регіонів                                         | 7                           | 43,8 |
| Аграрна партія України                                  | 5                           | 31,3 |
| Комуністична партія України                             | 2                           | 12,5 |
| Політична партія Всеукраїнське об'єднання «Батьківщина» | 1                           | 6,3  |
| Самовисування                                           | 1                           | 6,3  |

#### За округами
| № округу                                                | Прізвище, ім'я, по батькові     | Дата визнання обраним | Освіта  | Партійна приналежність                        | Відомості про обраного депутата                                                  |
| ------------------------------------------------------- | ------------------------------- | --------------------- | ------- | --------------------------------------------- | -------------------------------------------------------------------------------- |
| Аграрна партія України                                  |                                 |                       |         |                                               |                                                                                  |
| 5                                                       | Сучкова Наталія Іванівна        | 05.11.2010            | вища    | член Аграрної партії України                  | Дочірне підприємство дослідного господарства «Асканійське», заступник директора  |
| 6                                                       | Нижеголенко Віктор Михайлович   | 05.11.2010            | вища    | член Аграрної партії України                  | Дочірне підприємство дослідного господарства «Асканійське», головний аграном     |
| 9                                                       | Дубинський Олександр Леонідович | 05.11.2010            | вища    | член Аграрної партії України                  | Дочірне підприємство дослідного господарства «Асканійське», головний зоотехнік   |
| 10                                                      | Хоменко Сергій Володимирович    | 05.11.2010            | вища    | член Аграрної партії України                  | Дочірне підприємство дослідного господарства «Асканійське», юрист                |
| 12                                                      | Стецьо Володимир Миколайович    | 05.11.2010            | середня | член Аграрної партії України                  | Дочірне підприємство дослідного господарства «Асканійське», тваринник            |
| Комуністична партія України                             |                                 |                       |         |                                               |                                                                                  |
| 1                                                       | Господарчук Валентин Ігнатович  | 05.11.2010            | вища    | член Комуністичної партії України             | Дочірне підприємство дослідного господарства, головний енергетик                 |
| 16                                                      | Терлецька Наталія Миколаївна    | 05.11.2010            | середня | член Комуністичної партії України             | тимчасово не працює                                                              |
| Партія регіонів                                         |                                 |                       |         |                                               |                                                                                  |
| 2                                                       | Вереш Наталія Миколаївна        | 05.11.2010            | середня | член Партії регіонів                          | Тавричанська сільська рада, секретар                                             |
| 3                                                       | Бубнова Лідія Олексіївна        | 05.11.2010            | вища    | член Партії регіонів                          | Тавричанська загальноосвітня школа, заступник директора                          |
| 4                                                       | Гречка Юрій Анатолійович        | 05.11.2010            | вища    | член Партії регіонів                          | Дочірне підприємство дослідного господарства «Асканійське», виконроб             |
| 8                                                       | Курохта Геннадій Вікторович     | 05.11.2010            | вища    | член Партії регіонів                          | Дочірне підприємство дослідного господарства «Асканійське», завідувач майстернею |
| 13                                                      | Чеховська Катерина Григорівна   | 05.11.2010            | вища    | член Партії регіонів                          | Тавричанська сільська рада, бухгалтер                                            |
| 14                                                      | Репілевський Данило Едуардович  | 05.11.2010            | вища    | член Партії регіонів                          | ТОВ «Агробізнес», експерт                                                        |
| 15                                                      | Мельник Ігор Михайлович         | 05.11.2010            | вища    | член Партії регіонів                          | приватний підприємець                                                            |
| Політична партія Всеукраїнське об'єднання «Батьківщина» |                                 |                       |         |                                               |                                                                                  |
| 11                                                      | Хоменко Ніна Олександрівна      | 05.11.2010            | середня | член Всеукраїнського об'єднання «Батьківщина» | Управління Головного Каховського магістрального каналу, озеленювач               |
| Самовисування                                           |                                 |                       |         |                                               |                                                                                  |
| 7                                                       | Тохарська Валентина Василівна   | 03.03.2013            | середня | член Партії регіонів                          | Тавричанська сільська рада, секретар виконкому                                   |